# ستراد بينك 2015
ستراد بينك 2015 (بالإنجليزية: 2015 Strade Bianche)‏ هو سباق دراجات هوائية أقيم بتاريخ مارس 7، تكون السباق من 1 مراحل وامتدّ لمسافة 200 كم بسرعة 37.2 كم/س، استغرق السباق 5 ساعة 22 دقيقة 13 ثانية.

## روابط خارجية
- ستراد بينك 2015 على موقع إحصائيات الدراجات الإحترافية (الإنجليزية)